# Bisdom San Vicente
Het bisdom San Vicente (Latijn: Dioecesis Sancti Vincentii) is een rooms-katholiek bisdom met als zetel San Vicente, in El Salvador. Het bisdom is suffragaan aan het aartsbisdom San Salvador. 

## Geschiedenis
Het bisdom werd opgericht op 18 december 1943, uit delen van het aartsbisdom San Salvador. Op 5 mei 1987 verloor het gebied bij de oprichting van het bisdom Zacatecoluca.

## Parochies
Het bisdom had in 2022 een oppervlakte van 2.056 km2 en telde 524.500 inwoners waarvan 91,8% rooms-katholiek was.

## Bisschoppen
- Pedro Arnoldo Aparicio y Quintanilla (27 november 1948 - 6 juni 1983)
- José Oscar Barahona Castillo (6 juni 1983 - 4 juni 2005; hulpbisschop sinds 16 juli 1982)
- José Luis Escobar Alas (4 juni 2005 - 27 december 2008; hulpbisschop sinds 19 januari 2002)
- José Elías Rauda Gutiérrez (12 december 2009 - heden)

## Galerij van afbeeldingen

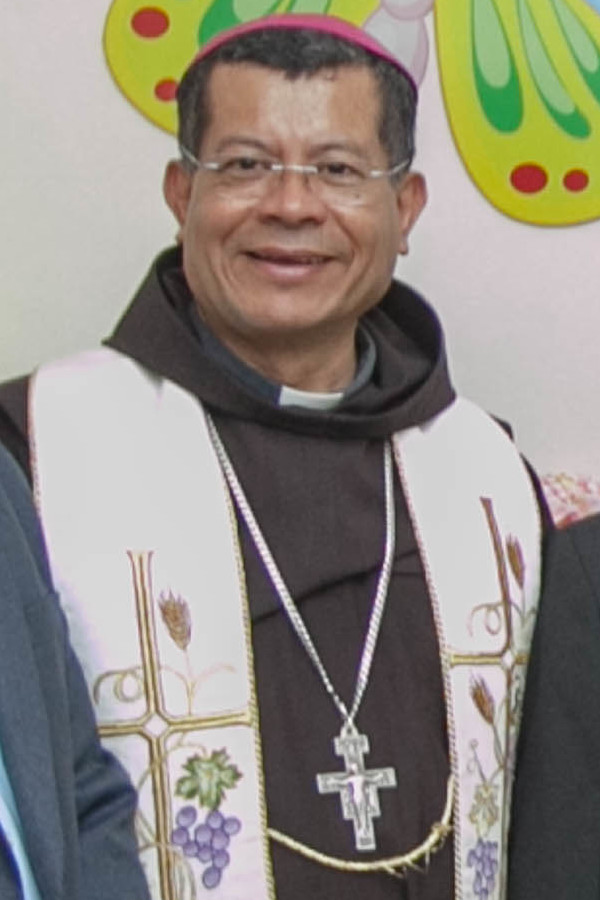
Bisschop José Elías Rauda Gutiérrez (2009-heden)
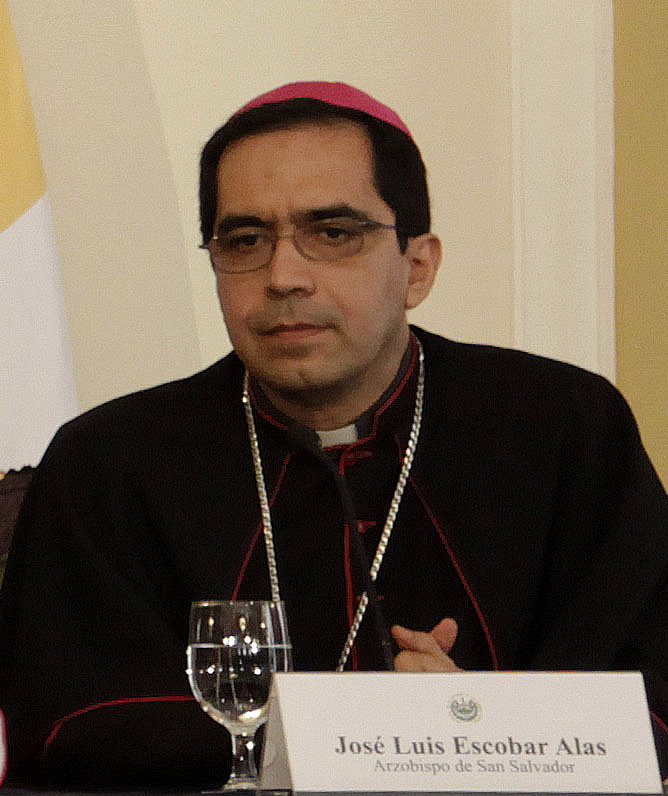
Bisschop José Luis Escobar Alas (2005-2008)
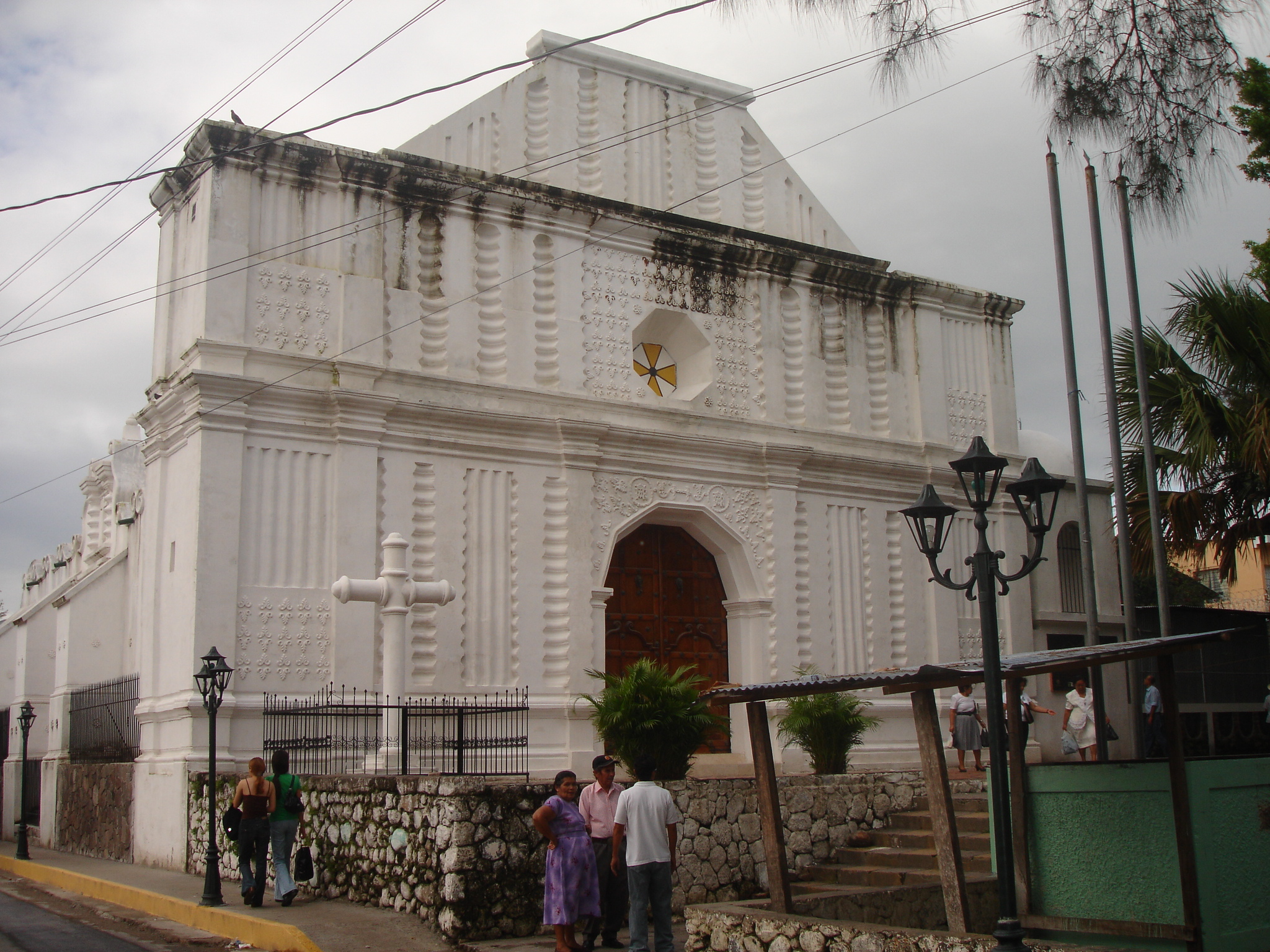
Basiliek Nuestra Señora del Pilar in San Vicente